# Hypotéza somatických markerů
Hypotéza somatických markerů je teorie racionálního rozhodování při řešení složitých úloh s mnoha alternativními scénáři řešení. Somatické markery jsou specifickým případem pocitů, které jsou učením propojeny s předpokládanými následky určitých scénářů jednání v budoucnu. Jinak řečeno somatické markery přiřadí každé alternativě v rozhodování nějaký emocionální prožitek (například související s odměnou nebo trestem), a tak přispějí k rychlé eliminaci nepříznivých alternativ s negativním somatickým markerem. Autorem této teorie je Antonio Damasio.

## Somatické markery a racionalita

### Typy rozhodování
Smyslem rozhodování je zvolit co nejlepší reakci na danou situaci. V běžném životě činí každý člověk velký počet různých rozhodnutí, z nichž si některé uvědomuje a jiné nikoliv. Můžeme rozlišit následující základní typy situací, ve kterých dochází k rozhodnutí.
- Rozhodování bez vědomého mechanismu vyvozování. Do této kategorie patří například rozhodnutí něco pojíst, které vyplynulo z poklesu hladiny krevního cukru a následného pocitu hladu.
- Rozhodování s automatickou volbou reakce. Tento mechanismus rozhodování se uplatňuje například při uhýbání letícímu předmětu.
- Rozhodování s vědomým mechanismem vyvozování a s osobním zaujetím. Do této sféry rozhodování patří široká paleta situací, zahrnující například volbu životního partnera, rozhodování o vlastní kariéře nebo o plánování svého času. Tyto situace se často vyznačují konflikty mezi časovými výhodami (bezprostřední újma, ale zisk v budoucnu), vysokou mírou nejistoty a nutností porovnávání možných výsledků jednání s osobními cíli a perspektivami. Takové situace bývají obecně spojeny s představou praktického rozumu.
- Rozhodování s vědomým mechanismem vyvozování a bez osobního zaujetí. Do této kategorie rozhodování můžeme zařadit všechny případy řešení abstraktních úloh, jako například řešení matematických úloh, rozhodování spojené s psaním článku nebo knihy apod. Tyto typy situací jsou obecně spojeny s pojmy čistého nebo také teoretického rozumu.

Případy s vědomým mechanismem vyžadují znalosti o dané situaci, o různých možnostech jednání a o následcích každé reakce v bezprostřední i vzdálené budoucnosti.

### Role somatickým markerů v rozhodování
Hypotéza somatických markerů neodděluje striktně racionalitu a emoce, ale integruje je v jednolitý systém. Vysvětluje proces rozhodování především ve třetím a čtvrtém z výše uvedených typů rozhodování.
Při rozhodování představeném ve třetím případě nám v představách nejprve proběhne velké množství alternativních výsledků našeho jednání ve formě krátkých epizod z potenciální budoucnosti. Každý z těchto scénářů je emocionálně "označkován" nějakou tělesnou odezvou (obecně označovaný např. jako "pocit v břiše") – tzn. je mu přiřazen nějaký somatický marker. Somatický marker může být pozitivní (často spojený s vidinou odměny) i negativní (často spojený s vidinou trestu), může tedy přiřazovat širokou škálu různých emočních zabarvení. Na základě tohoto označkování potom dojde k automatickému vyhodnocení extrémních scénářů a k eliminaci těch s negativními somatickými markery. Několik nejvhodnějších alternativ je poté přijato do vědomého procesu rozhodování, kde můžeme použít dedukci a logické vyvozování. Somatické markery nám tedy umožňují významně zpřesnit a zefektivnit rozhodovací proces.
V případě nastíněném ve čtvrtém bodě předchozí podkapitoly pak somatické markery pomáhají vysvětlit podstatu intuitivního jednání. Pokud tedy například řešíme matematickou úlohu, nevolíme následující krok postupu jejího řešení na základě jakési analýzy nákladů a výnosů, ale na základě více méně neuvědomělého pocitu, která volba je nejvýhodnější a tedy správná.
Je třeba si uvědomit, že somatické markery se zapojují do velice široké škály případů lidského rozhodování na různě vědomé úrovni. Nemůžeme jednoznačně prohlásit, že somatické markery jsou zcela uvědomělé nebo zcela nevědomé.
Somatické markery vznikají během celého života jako jeden z produktů učení, formují se tedy na základě životní zkušenosti. Jejich podobu z většiny určují prožité události a platná společenská pravidla. Proces vzniku somatických markerů můžeme také nazvat jako somatické párování, tedy přiřazování emocionálního prožitku k prožité situaci. Při uvažování o podobných situacích jsou pak spárované prožitky zpětně opět vyvolány jako dispoziční reprezentace a ovlivňují tak výsledek našeho nynějšího rozhodovacího problému.
Somatické markery také pomáhají vysvětlit povahu jevů jako je altruismus.

## Neuronální původ somatických markerů
Nervový systém pro příjem somatických markerů se skládá především z těchto částí mozku:
- amygdala,
- ventromediální prefrontální kůra,
- primární somatosenzorická kůra a další somatosenzorické oblasti.

Protože v prefrontální kůře probíhá hlavní část zpracování somatických markerů, jsou pacienti s jejím poškozením nejvíce postiženi ve svém rozhodování, jak ukazují například výsledky hráčského experimentu a nebo případ Phinease Gage. Tito pacienti, přestože jsou na první pohled zcela zdraví a chovají se racionálně, ale jsou velice náchylní k riskantním rozhodnutím. Zdá se, že si neuvědomují velké riziko negativních důsledků svých akcí, ale pouze jejich pozitivní vyústění. Často také trpí v důsledku změny svého charakteru velkými ztrátami v osobním i profesionálním životě.

### Základní mechanismus procesu somatických markerů a "as-if" smyčka
Základní mechanismus fungování somatických markerů zahrnuje koordinované působení kognitivních a psychologických odpovědí na podnět, které podporují efektivní a rychlou reakci jedince. Myšlenky a hodnocení daného stimulu zpracovávané v prefrontální kůře a v amygdale generuje nějakou tělesnou odpověď a ta poté vysílá signály do somatosenzorické kůry. Tak například pokud uvidíme potenciálně nebezpečného hada, spustí se automatická reakce typu útok/útěk.
V některých případech však mechanismus pracuje i bez zapojení těla, prefrontální kůra a amgdala tedy komunikují přímo se somatosenzorickou kůrou. Pocity vyvolané tímto mechanismem nejsou tak silné. Tak když si představíme setkání s nebezpečným hadem prožíváme podobné emoce, jako když jsme se s ním opravdu setkali. Tato skutečnost umožňuje mozku předvídat budoucí pocity v souvislosti s reakcí na daný podnět.

## Hráčský experiment
Klasický experiment, který podporuje hypotézu somatických markerů, je tzv. hráčský experiment (v angličtině známý jako Iowa gambling task), který navrhli Antoine Bechara a Antonio Damasio. V něm vyšetřovaný jedinec, "hráč", sedí u čtyř balíčků karet (A, B, C, D) a dostane "půjčku", balíček faksimilí bankovek. Jeho cílem je hrát tak, aby co nejméně ztratil a co nejvíce vyhrál. Hráč postupně obrací karty z kteréhokoliv ze 4 balíčků, dokud experimentátor hru nezastaví. Otočení každá karty může přinést zisk nebo ztrátu peněz. Na začátku experimentu však hráč nezná možné velikosti zisků ani ztrát, ani rozložení "dobrých" a "špatných" karet v balíčcích. Hra má skrytá pravidla: 2 balíčky (např. A a B) obsahují karty s většími zisky a také s velkými ztrátami. Druhé dva balíčky (C a D) obsahují karty s nižšími zisky ale také s nižšími ztrátami. Celá hra trvá 100 kol, hráči si během ní nesmí dělat žádné poznámky ani neznají aktuální výši svého zisku nebo ztráty. Hráči tedy jednají pouze na základě svých odhadů a s velkou mírou nejistoty, což odpovídá reálným rozhodovacím situacím. 
Samozřejmě existuje mnoho modifikací tohoto experimentu. V některých případech tak hráči mají přehled o aktuálním stavu svého konta, nebo mohou mít různá časová omezení. Existují i jeho volně dostupné on-line implementace s možností vlastní modifikace.

### Průběh a výsledky
Chování zdravých hráčů lze popsat takto: nejprve hráč vybírá karty ze všech čtyř balíčků zcela náhodně, poté začne preferovat "riskantní" balíčky (A a B). Asi po 30 kolech ale mění preference a upřednostňuje "bezpečnější" balíčky (C a D). Této strategie se poté většinou drží až do konce hry.
Nemocní hráči s poškozenými čelními laloky mozku obraceli stabilně více karet z "riskantních" balíčků A a B. Sice dosahovali vysokých zisků, ale jejich pokuty byly tak vysoké, že je zisky zdaleka nedokázaly pokrýt. Poškození této části mozku hráčům znemožňuje automatické označení situací jako vedoucích k trestu nebo odměně a tak i předvídání budoucích výsledků. Proto tito hráči volí takový postup, který vede k bezprostřední odměně. 

## Kritika
Kritika této teorie vychází především z kritiky hráčského experimentu, který ji potvrzuje. Tento experiment je totiž silně závislý na výkonu pracovní paměti hráče, jeho ochotě riskovat a na schopnosti reverzního učení. Výsledky experimentu tak nemusí být průkazné. Hypotéza somatických markerů je také silně orientována na oblasti mozku, které se podílejí na rozhodování, ale zanedbává působení procesu na psychologické úrovni. Nabízí se tedy různé modifikace hráčského experimentu nebo zcela nové experimenty, které odstraní některé metodické nedostatky a jejichž výsledky budou průkaznější. Mohou také existovat jiné cesty, jak mozek zpracovává tělesné odezvy, například hormonálního typu. Hypotéza somatických markerů je nicméně v současnosti široce přijímaná ve vědeckých kruzích a má se za to, že přispěla k objasnění důležitosti lidských emocí.